# I. Szobeszláv cseh fejedelem
I. Szobeszláv (csehül: Soběslav I.), (1087 körül – 1140. február 14.) cseh fejedelem 1125-től.

## Élete
II. Vratiszláv és Svatava fiaként született. A cseh örökösödési rend nem sok esélyt adott Szobeszláv számára, hogy trónra kerüljön. II. Břetiszláv halála után II. Borivojt támogatta. Számkivetésében külhoni udvarokat látogatott, hadjáratokban vett részt, különösen III. Boleszláv lengyel fejedelem ügyeibe ártotta bele magát, amikor a cseh fejedelem annak ellenlábasát, Zbignievet pártolta. I. Ulászló fejedelemtől elnyerte Brünn és Znaim hercegségét (1115–1123). Később ismét számkivetés lett a sorsa (1124), ekkor a szász herceg, a későbbi II. Lothár fogadta udvarába. A bárók végül a legidősebb Přemysl-ház legidősebb hercege, a jog szerinti örökös II. (Fekete) Ottó ellenében hívták meg a trónra. Ezután az előzetes megállapodást megszegve elvette Ottótól Brünnt, és azt Vratiszlávnak (Brünni Konrád unokájának) adta.
Ottó III. Lothár német-római császárhoz fordult segítségért, magára haragítva a hazafias gondolkodású előkelőket. 1126-ban az Érchegység (csehül: Krušné hory) lábánál fekvő Chlumec erődítménye mellett vívott csatában Szobeszláv győzött. Ottó holtan maradt a csatatéren, Lothár pedig fogságba esett. Szabadulása érdekében elismerte Csehország függetlenségét és azt, hogy a hűbérbirtokok adományozása a bárók szavazásán múlik. Szobeszláv támogatta Lothárt a Staufenek ellen, hatalmas építkezésekbe kezdett a prágai várban és más erősségekben, 1130-ban pedig elfojtotta az ellene szőtt összeesküvést. 1135-ben rendelte el az az időben a cseh uralkodók (Vyšehrad után) második rezidenciájának számító prágai vár teljes újjáépítését; ekkor építették egyebek közt a régi királyi palota ma „román szintnek” nevezett termeit is.
Uralma alatt kiterjesztette Csehország határait és megalapozta az ország nemzetközi tekintélyét, amiért hagyományosan őt tekintik a cseh nemzet alapító atyjának. Vyšehradban temették el.

## Családfája

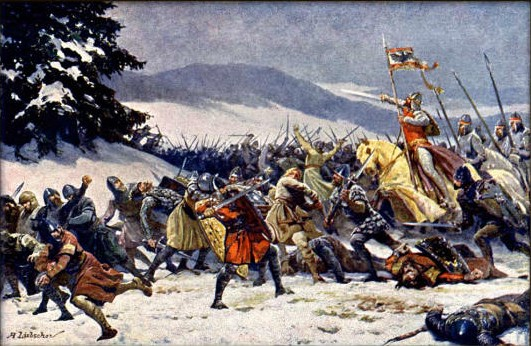
az 1126-os Chlumce-i csata (Adolf Liebscher (1857–1919) festménye)

| I. Bretiszláv * 1002 † 1055. I. 10. | I. Bretiszláv * 1002 † 1055. I. 10. |                                           |                                           | Schweinfurti Judit * 1003 † 1058. VIII. 2. | Schweinfurti Judit * 1003 † 1058. VIII. 2. |  |  | I. Kázmér * 1016. VII. 25. † 1058. XI. 28. | I. Kázmér * 1016. VII. 25. † 1058. XI. 28. |                                        |                                        | Kijevi Dobronega * 1016 † 1087 | Kijevi Dobronega * 1016 † 1087 |
|                                     |                                     |                                           |                                           |                                            |                                            |  |  |                                            |                                            |                                        |                                        |                                |                                |
|                                     |                                     |                                           |                                           |                                            |                                            |  |  |                                            |                                            |                                        |                                        |                                |                                |
|                                     |                                     | II. Vratiszláv * 1032/1033 † 1092. I. 14. | II. Vratiszláv * 1032/1033 † 1092. I. 14. |                                            |                                            |  |  |                                            |                                            | Piast Szvatava * 1046/8 † 1126. IX. 1. | Piast Szvatava * 1046/8 † 1126. IX. 1. |                                |                                |
|                                     |                                     |                                           |                                           |                                            |                                            |  |  |                                            |                                            |                                        |                                        |                                |                                |
|                                     |                                     |                                           |                                           |                                            |                                            |  |  |                                            |                                            |                                        |                                        |                                |                                |
|                                     |                                     |                                           |                                           |                                            |                                            |  |  |                                            |                                            |                                        |                                        |                                |                                |

|                           |                           |                               |                               | I. Szobeszláv * 1087 k. † 1140. II. 14. | I. Szobeszláv * 1087 k. † 1140. II. 14. | Árpád-házi Adelheid * 1107 † 1140. IX. 15. OO 1123 | Árpád-házi Adelheid * 1107 † 1140. IX. 15. OO 1123 |                               |                               |
|                           |                           |                               |                               |                                         |                                         |                                                    |                                                    |                               |                               |
|                           |                           |                               |                               |                                         |                                         |                                                    |                                                    |                               |                               |
| Ulászló * ??? † 1165 után | Ulászló * ??? † 1165 után | Mária * 1124/1125 † 1172 után | Mária * 1124/1125 † 1172 után | II. Szobeszláv * 1128 † 1180. I. 29.    | II. Szobeszláv * 1128 † 1180. I. 29.    | Ulrik * 1134 † 1177 után                           | Ulrik * 1134 † 1177 után                           | II. Vencel * 1137 † 1192 után | II. Vencel * 1137 † 1192 után |